# Стара Ягільниця

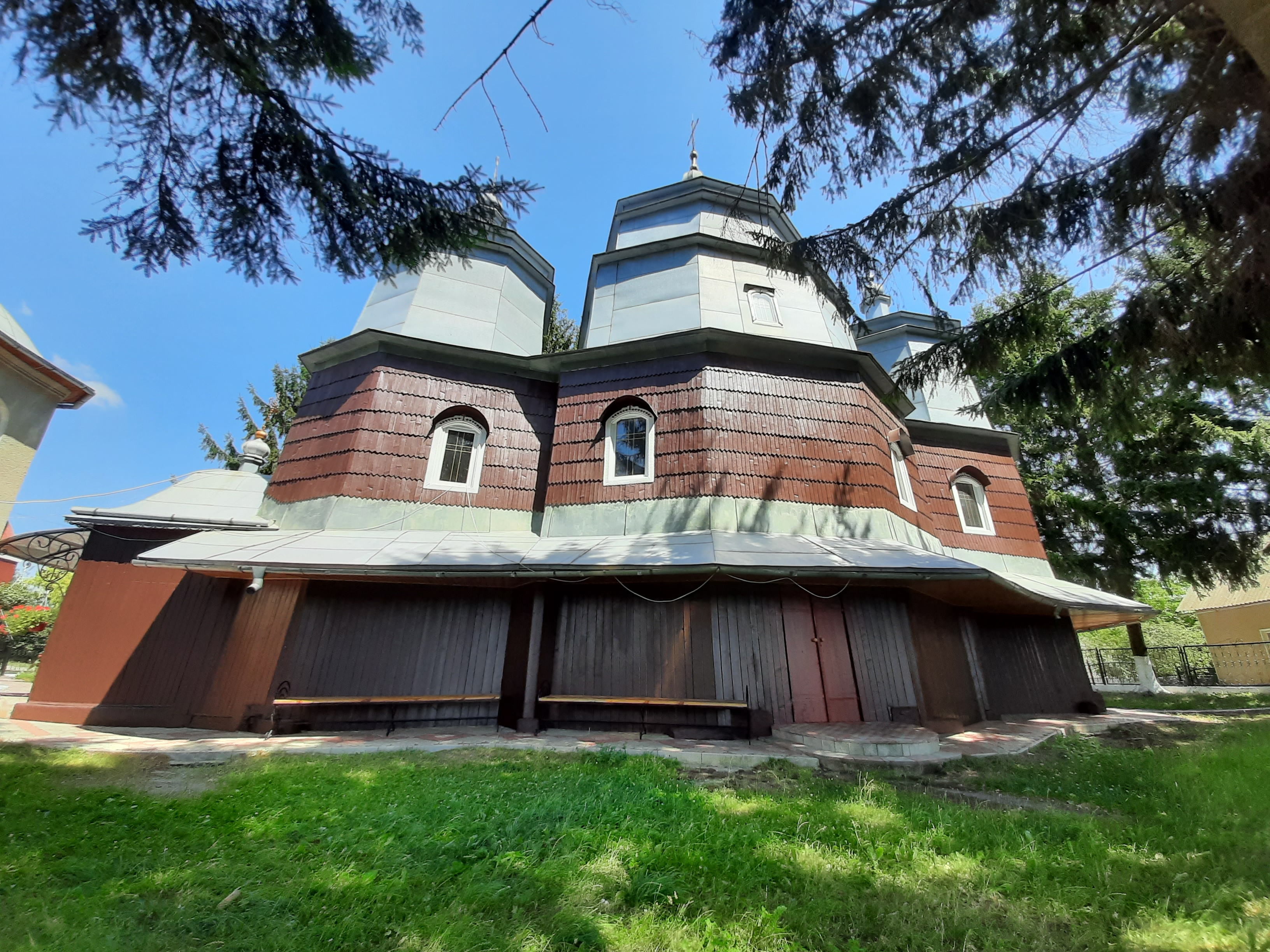
Церква Введення в храм Пресвятої Діви Марії (1794)

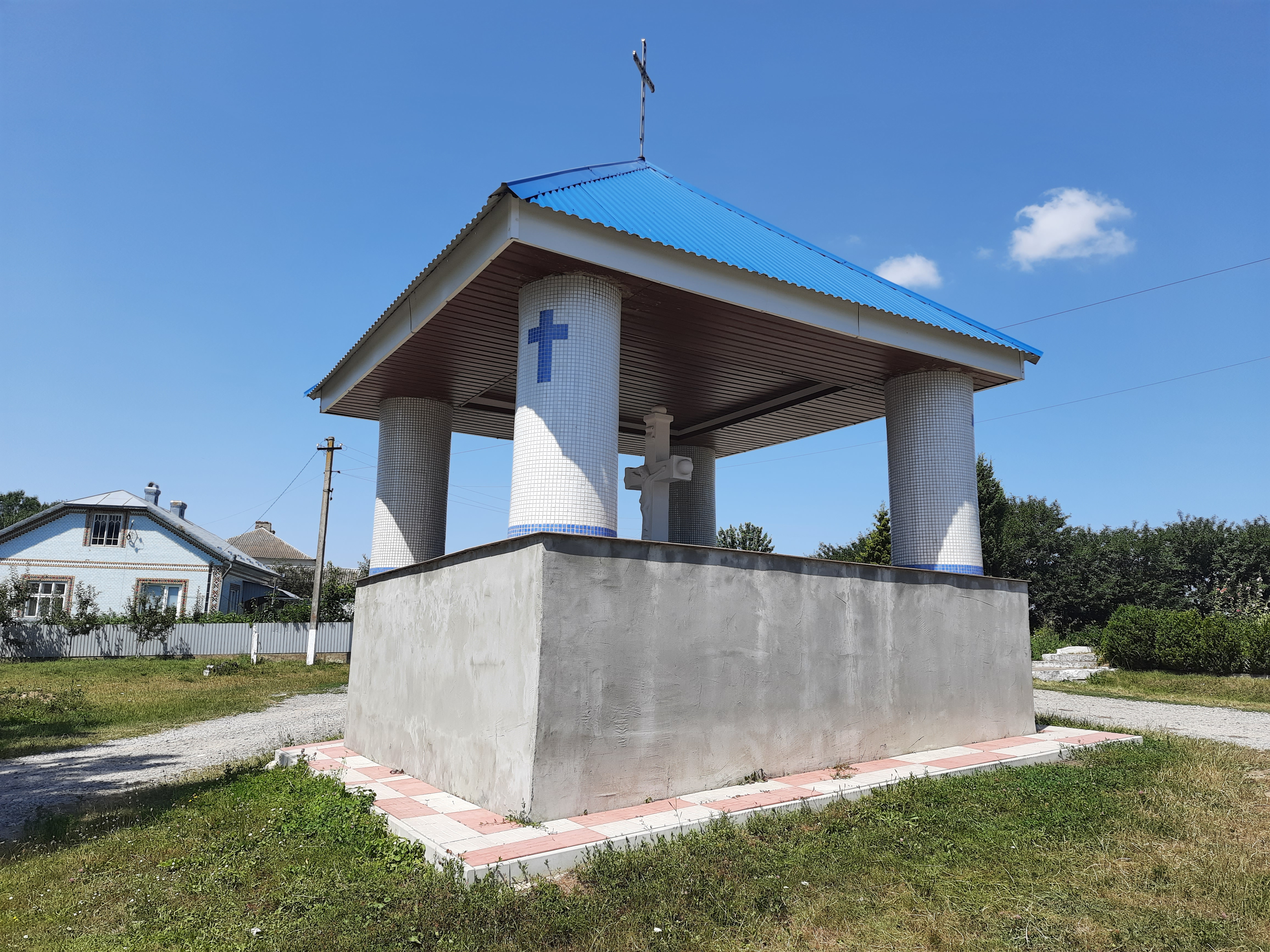
Каплиця збудована з нагоди скасування панщини

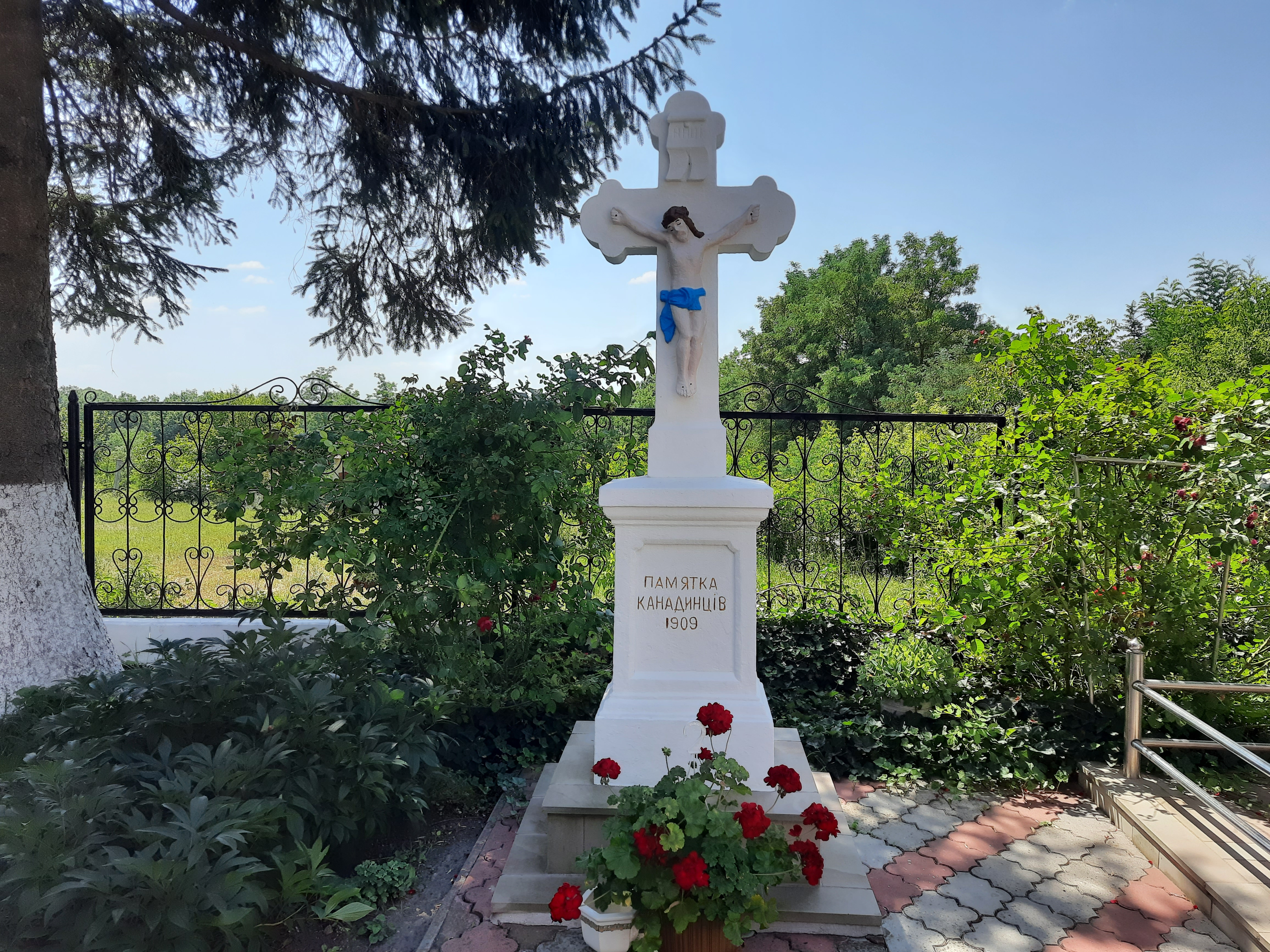
Пам'ятка канадських українців 1909р

Стара́ Ягі́льниця — село в Україні, у Нагірянській сільській громаді Чортківського району Тернопільської області. Адміністративний центр  Староягільницької сільської ради, якій підпорядковане село Черкавщина. До Старої Ягільниці приєднано хутір Ставки.

## Етимологія
За переказами, назва села походить від імені Ягайла — родоначальника династії польських королів Ягелонів, великих князів литовських, які на цих землях мали володіння. За іншими версіями, від зупинок, які козаки називали «Ягіль». Відомі перекази, що спочатку виникло поселення Ягільниця (Стара), згодом Ягільниця (Нова).

## Географія

### Розташування
Розташоване у долині р. Черкаська (права притока Серету, басейн Дністра), за 10 км від районного центру, залізнична станція. Західною околицею села пролягла залізниця Тернопіль–Заліщики.

### Місцевості
- Ставки — хутір, приєднаний до с. Стара Ягільниця; розташований за 2,5 км від нього. У 1949 р.на хуторі 38 будинків, 150 осіб; функціонувала початкова школа.[2]

## Історія

### Давні часи
Під час розкопок у руслі р. Черкаська знайдено монети римських та інших періодів; у скелях збереглися закам'янілі рибки.

### Середньовіччя, Новий Час
Перша письмова згадка датована 1477 роком.
1785 р. у селі проживали 695 осіб.

### XX століття
У Старій Ягільниці в 1900 р. — 1336 жителів, 1910—1492, 1921—1271, 1931—1620 жителів; у 1921 р. — 283, 1931—326 дворів.
За Австро-Угорщини працювала 1-класна школа з українською мовою навчання, за Польщі — 2-класна утраквістична (двомовна); шкільні приміщення побудовані у 1914 році.
У 1915 році від епідемії тифу померло кількадесят жителів села.
До УГА зі Старої Ягільниці зголосилися Григорій та Максим Біловуси, Микола Голінастий, Григорій, Роман та Яків Гордії, Яків Заліпа, Тимофій Запотічний, Григорій Коцюлим, Василь Кучерський, Михайло й Осип Пильні, Іван Полевий, Юліан Савків, Іван Сосновський, Павло Старовський, Гнат, Йосиф Тильний, Михайло Тильний, Михайло Тимофтей, Іван Цибульський, Іван та Степан Ченкалюки, Олексій Червоняк, Дмитро Шевчук, Іван і Петро Юрківи.
Під час пацифікації (1930 р.) польські жандарми заарештували в селі кількох свідомих українців. Радянська влада у 1940 р. виселила в Сибір родини Герасимових, Грижиних, Казимириків, Крижанівських, Кузівих, Майовських (хутір Ставки), Поплавських, Процюків, Стельмащуків, Харевичів, Чуйкових, Шкварків; за переховування підпільника-оунівця розстріляла Андрія Яремка і виселила його родину в Сибір.
Під час німецько-нацистської окупації ґестапівці 27 листопада 1942 р. вивезли на поле між Чортковом і Старою Ягільницею 52 в'язнів чортківської тюрми й розстріляли. За підпал фільварку в Шульганівці та вбивство німецького солдата.
12 березня 1944 р. нацисти спалили 120 господарств, розстріляли 140 мешканців Старої Ягільниці.
В УПА воювали жителі села: Ярослав Андрейків, Мар'ян Базишин, Федір Басістий, Емілія Бзова («Юрчик»), Володимир та Михайло Біловуси, Михайло Вовк, Михайлина Голіната, Павло Грицишин («Смілий»), Михайло Катинський («Крук»), Максим Король («Бородатий»), Петро Мищук («Троян»), Василь Павлінів («Пром»), Іван Павлінів («Непорадний»), Степанія Сапіщук-Яремко, Євген Цибульський («Рись»), Степан Цибульський («Чортик»), Петро Юрків («Чорнота»).
Під час німецько-радянської війни загинули або пропали безвісти у Червоній армії 38 жителів із Старої Ягільниці:
- Данило Антонишин (1910),
- Йосип (1919),
- Роман Бабій (1919),
- Василь Барасюк (1918),
- Михайло Басістий (1910),
- Ярослав Бзова (1919),
- Роман Білик (1906),
- Григорій (1912),
- Йосип Білоус (1912),
- Євстахій Ворожбицький (1917),
- Василь Голінатий (1908),
- Василь Грицишин (1913),
- Михайло Добровецький (1918),
- Михайло Злагод (1903),
- Павло Злагод (1902),
- Теодор Злагод (1906),
- Дмитро Кавчук (1900),
- Павло Катинський (1914).

У 2019 р. місцевий мешканець виявив архів УПА.
12 червня 2020 року, відповідно до розпорядження Кабінету Міністрів України № 724-р «Про визначення адміністративних центрів та затвердження територій територіальних громад Тернопільської області» увійшло до складу Нагірянської сільської громади.
19 липня 2020 року, в результаті адміністративно-територіальної реформи та ліквідації Чортківського району (1940—2020), увійшло до складу новоутвореного Чортківського району.
З 1 грудня 2020 року Стара Ягільниця належить до Нагірянської сільської громади.

## Релігія
- церква Введення в храм Пресвятої Діви Марії (УГКЦ; 1794; дерев'яна; відбудована 1989);

Каплички
- з хрестом на честь скасування панщини,
- дві Божої Матері,
- капличка-криниця.

## Пам'ятники

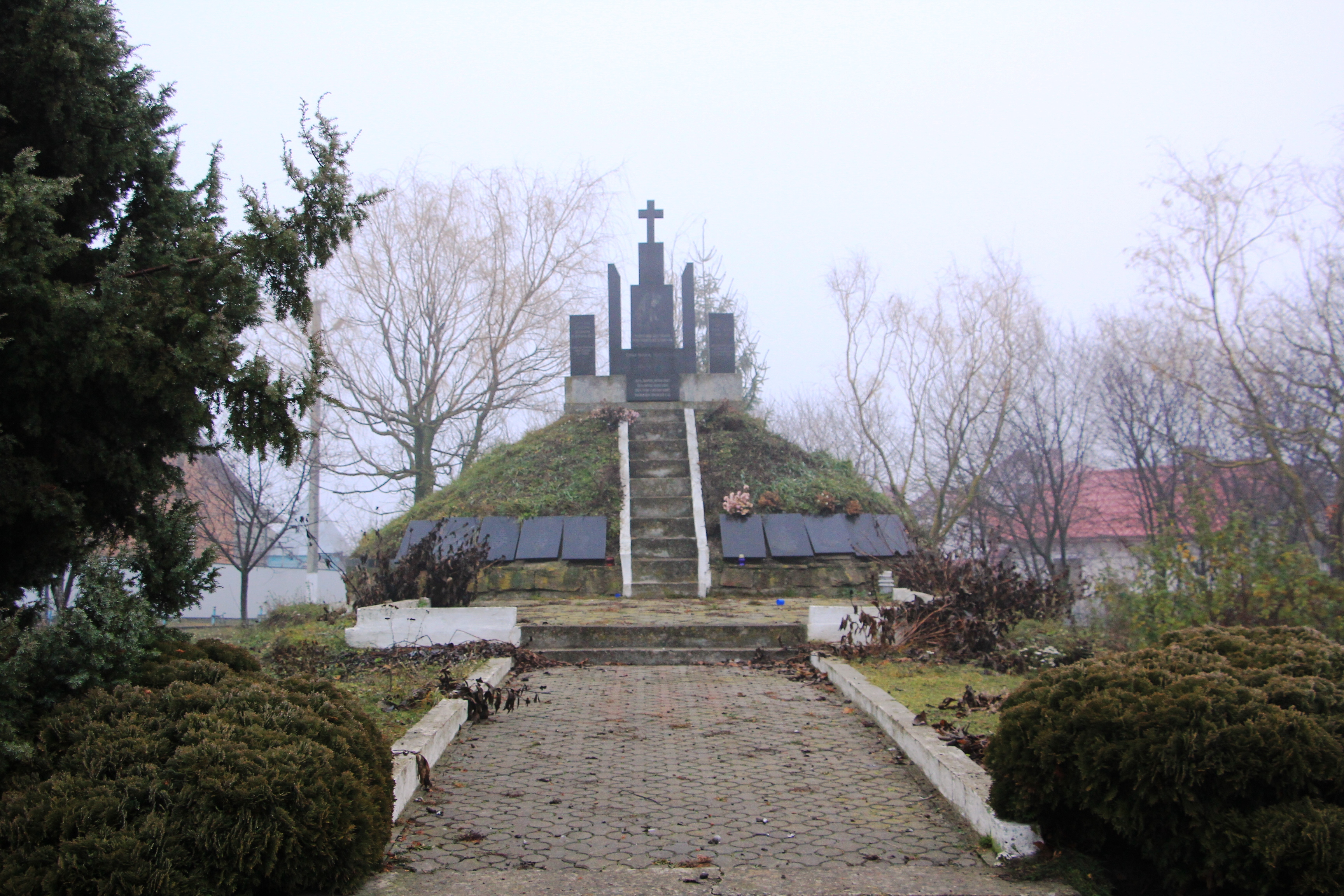
Могила Борцям за волю України

Насипано могили воякам УПА (1944 р.) і Борцям за волю України (1991 р.)
Споруджено:
- Тарасу Шевченку (1989).
- меморіальний комплекс полеглим у XX ст.

## Населення
| 1336 | 1492 | 1271 | 1620 | 525 | 509 |

## Соціальна сфера, господарство
Великими місцевими землевласниками були ґрафи Лянцкоронські, зокрема ґрафиня Ельжбета мала фільварок; працював млин. Малоземельні мешканці еміґрували на заробітки в США, Канаду, Арґентину.
Діяли читальня «Просвіти» (від 1900), філії товариств «Просвіта», «Січ», «Сокіл», «Сільський господар», «Рідна школа»; театральний і хоровий гуртки; споживча кооператива «Надія», молочарня, вакаційні (під час шкільних канікул) дитячі садки.
Діяльним у громадському житті перед Першою світовою війною був о. Маріян Крушельницький (1870—1915), який заснував касу-«Райффайзенку», провадив курси неграмотних, опікувався молоддю, організував театральний гурток при читальні «Просвіта».
Нині працюють школа, Будинок культури, бібліотека, ФАП, дитячий садочок, відділення зв'язку, торговий заклад. У селі на базі колишнього колгоспу створено ПАП «Довіра» (керівник І. Войцишин); діють фермерські господарства «Стадник», «Світлана», ПАП «Золотий колос», ПАП «Чортківська машино-технологічна станція»

## Відомі люди

### Народилися
- Йосип Білоус (1933—2005) — географ, метеоролог;
- Михайлина Голіната (псевда «Мрія», «Лариса», «Тамара»[8]; 1927—1950) — учасниця національно-визвольних змагань;
- Стефан Грицьків (1935—2022) — ортопед-травматог, громадський діяч, публіцист;
- Петро Коструба (1903—1979) — вчений-мовознавець, педагог;
- Теофіл Коструба (чернече ім'я — Теодосій; 1907—1943) — історик, краєзнавець, публіцист, редактор, монах-василіянин (1940 р.);
- Мирослав Коцюлим (1943—2005) — актор, режисер, народний артист України (про його життєвий і творчий шлях розповідає книга «Душа, осяяна театром» (2010 р.);
- Леонтій Крушельницький (Льоньо; 1905—1982) — адвокат, хоровий дириґент;
- Осип Маланюк (1873—1949) — лікар, громадський діяч (Австрія);
- Амвросій Хруставка (1901—1981) — релігійний діяч;
- Дмитро Хруставка (1924—2000) — хоровий дириґент, фольклорист.

### Перебували
- Петро Голінатий (нар. 1939) — хоровий дириґент, педагог, самодіяльний композитор, вокаліст, заслужений працівник культури України (2006).

### Загинули
- Василь Мельничук (псевдо «Чумак»; *1914—1942) — обласний провідник ОУН Станіславщини у 1941–1942[9].
- Сельський Роман (псевдо: «Мундзьо», «Семен», *1915—1942) — окружний провідник ОУН Коломийщини[9].

## У літературі
- Микола Гордій видав книжку «Трагічні сторінки історії села Стара Ягільниця»;
- М. Старовський — «Славна історія села Стара Ягільниця: минувщина і сьогодення» (2004).